# Títos Vandís
Títos Vandís (grec moderne : Τίτος Βανδής), né le 7 novembre 1917 à Thessalonique et mort le 23 février 2003 à Athènes, est un acteur grec de cinéma et de télévision.

## Biographie
Títos Vandís naît le 7 novembre 1917 à Thessalonique.
Sa carrière court de 1953 à 2003, avec des rôles dans des films à succès comme Jamais le dimanche ou L'Exorciste, mais son rôle le plus marquant est celui de Kosmas, personnage principal du film Les Hors-la-loi, en 1958.
Il reçoit le prix de meilleur acteur à la Semaine du cinéma grec 1962 (Thessalonique) pour À l'aube du troisième jour
Il meurt le 23 février 2003 à Athènes, et est inhumé au premier cimetière de cette ville.

## Filmographie
- 1960 : Jamais le dimanche de Jules Dassin : Jorgo
- 1962 : It Happened in Athens d'Andrew Marton
- 1962 : À l'aube du troisième jour de Claude Bernard-Aubert
- 1964 : Topkapi de Jules Dassin : Harback
- 1972 : L'Exorciste de William Friedkin
- 1972 : Tout ce que vous avez toujours voulu savoir sur le sexe sans jamais oser le demander de Woody Allen : Milos
- 1975 : Smile de Michael Ritchie